# Axonopus mexicanus
Axonopus mexicanus är en gräsart som beskrevs av George Alexander Black. Axonopus mexicanus ingår i släktet Axonopus och familjen gräs. Inga underarter finns listade i Catalogue of Life.